# 다이마촌
다이마촌(大麻村)은 시마네현 나카군에 있던 촌이다. 현재의 하마다시의 일부에 해당한다.